# Cavaso del Tomba

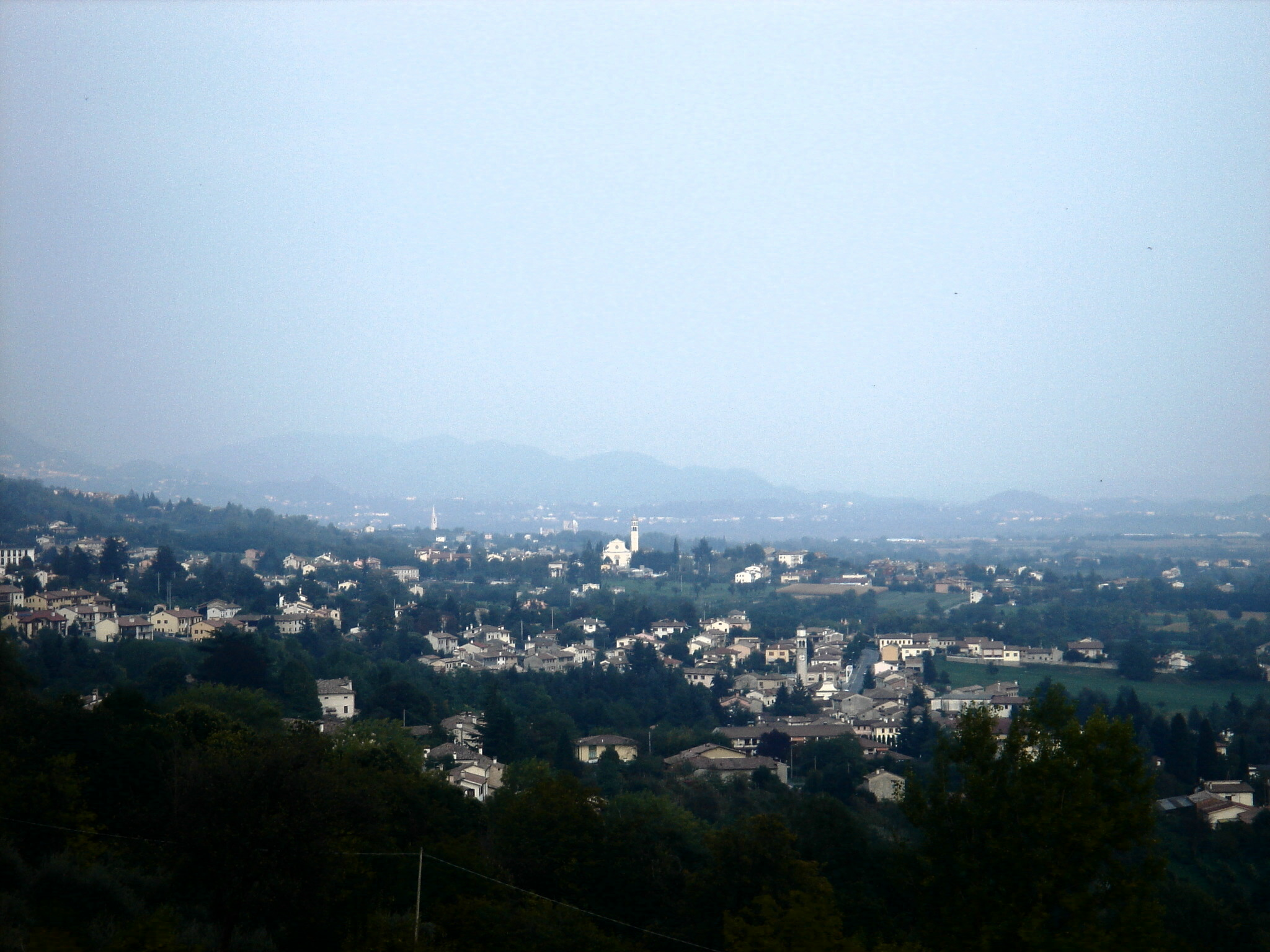
Panorama mit Blick über die Ortsteile Obledo und Caniezza

Cavaso del Tomba ist eine nordostitalienische Gemeinde (comune) mit 2931 Einwohnern (Stand 31. Dezember 2023) in der Provinz Treviso in Venetien. Die Gemeinde liegt etwa 34 Kilometer nordwestlich von Treviso. Cavaso del Tomba grenzt unmittelbar an die Provinz Belluno und gehört zur Comunità Montana del Grappa. Bis zum Ersten Weltkrieg hieß die Gemeinde nur Cavaso und wurde infolgedessen (1922) mit dem Zusatz des Monte Tomba benannt. Der Verwaltungssitz der Gemeinde befindet sich im Ortsteil Caniezza.

## Persönlichkeiten
- Giandomenico Basso (* 1973), Rallyefahrer, in Cavaso del Tomba aufgewachsen